# Hội Xương
Hội Xương (tiếng Trung: 会昌县, Hán Việt: Hội Xương huyện) là một huyện của địa cấp thị Cám Châu (赣州市), tỉnh Giang Tây, Cộng hòa Nhân dân Trung Hoa. Huyện này có diện tích 2722 km2, dân số năm 2003 là 430.000 người, số bưu chính 342600, huyện lỵ đóng tại trấn Văn Võ Bá. 

## Hành chính
Hội Xương được chia ra làm 19 đơn vị hành chính cấp hương, gồm 6 trấn và 13 hương. Ngoài ra huyện này còn quản lí 1 đơn vị tương đương cấp hương khác
- Trấn: Văn Võ Bá (文武坝镇), Quân Môn Lĩnh (筠门岭镇), Tây Giang (西江镇), Chu Điền (周田镇), Ma Châu (麻州镇), Trang Khẩu (庄口镇)
- Hương: Thanh Khê (清溪乡), Hữu Thủy (右水乡), Cao Bài (高排乡), Hiểu Long (晓龙乡), Châu Lan (珠兰乡), Động Đầu (洞头乡), Trung Thôn (中村乡), Trạm Đường (站塘乡), Vĩnh Long (永隆乡), Phú Thành)富城乡), Tiểu Mật (小密乡), Trang Phụ (庄埠乡), Bạch Nga (白鹅乡)

Đơn vị ngang cấp hương khác
- Khu công nghiệp Yến Tử Oa (会昌县燕子窝工业园)